# Jocelyne Labylle
Jocelyne Labylle est une chanteuse française de zouk née à Saint-Claude, en Guadeloupe, le 7 janvier 1973.

## Biographie
Enfant, Jocelyne Labylle veut être danseuse, comme sa mère qui est danseuse dans les Ballets Karibana.
En 1992, elle travaille avec le groupe Mélodie, puis, en 1994, elle rencontre José Vildina et rejoint le groupe Zouk Orchestra, déjà réputé dans les Caraïbes. Après trois albums avec le groupe, elle déménage en métropole.
À la fin de l’été 1997, Jocelyne Labylle sort son premier single solo intitulé Quand Tu Veux, réalisé par Frédéric Caracas. Cette chanson marque son premier succès solo, et le single se vend à plusieurs milliers d'exemplaires[réf. nécessaire]. Son album On Verra réalisé par Frédéric Caracas et Jacob Desvarieux lui fait gagner le prix du meilleur album caribéen aux African Music Awards.
En 1999, elle chante en duo avec Francky Vincent sur le titre T'es chiant(e), extrait de l'album A la folie de Francky Vincent.
En 2000, elle sort un nouveau single intitulé J’ai déposé les clés, puis l’album Ma Petite Lumière. Cette chanson et cet album offrent un autre succès à la chanteuse. L'album inclut la chanson Parle-moi d'elle, une chanson écrite par Harry Diboula. L’album Ma Petite Lumière reste classé un an dans les charts[réf. nécessaire]. Cet album lui permet de se produire en concert en Afrique de l’ouest, dans la Caraïbe et aussi en France.
En 2003, elle rencontre Passi, Cheela et Jacob Desvarieux. Ils réalisent le single Laisse parler les gens (clip tourné aux Antilles, réalisé par J.G Biggs). Malgré une polémique autour de la composition du titre, lequel serait un plagiat par Jocelyne Labylle d’une œuvre (Je reviendrai toujours) d’Henri Debs, le disque se vend à plus de 500 000 exemplaires et est nommé aux Victoires de la musique. Ce single devient un des tubes de l'été en France, en Afrique et dans la Caraïbe et reçoit la certification Disque de platine. Le 28 mars 2007, le Tribunal de grande instance de Paris met fin à la polémique : le single a bien été plagié. Le tribunal condamne EMI music et Issap Production à payer à Henri Debs 15 000 euros et n'ont plus le droit d'exploiter la chanson sous quelque forme que ce soit.
Elle sort le single Day'O avec Marina Ursule et, en 2004, enregistre un single avec le groupe T-Vice (en). 
Au début de 2009, elle change de style musical en se lançant dans le gwo-ka et sort la chanson Grèv, qui sera un des titres phare de la bande sonore de la grève générale.
En 2012 Jocelyne Labylle revient avec Dominique Lorté pour Comme Avant... Tic Tac extrait de la compilation "FASHION ZOUK" de DJ Wilson.
En 2013, Jocelyne et Dominique reviennent avec Allo Coco Décroche avec Viviane Emigré.
En 2014 Jocelyne et Dominique sont de retour avec le Femmes Fatales 6.

### Vie privée
Elle se marie le 8 décembre 2019 avec son compagnon Joël Ajinça, un expert comptable, avec qui elle partage sa vie depuis 6 ans.

## Discographie

### Singles
- 1997 : Quand tu veux
- 1997 : Ce n'est qu'un au revoir (zouk)
- 2000 : J'ai déposé les clés
- 2010 : Avan i two ta Feat. Jocelyne Beroard
- 2011 : Quelqu'un de bien (zouk)
- 2012 : Comme avant Feat. Dominique Lorté
- 2013 : Allo Coco Décroche Feat. Dominique Lorté & Viviane Emigré
- 2014 : Femmes Fatales 6 Feat. Dominique Lorté

### Collaborations
- 2003 : Laisse parler les gens Feat. Jacob Desvarieux, Passi et Cheela.
- 2003 : Tu disais Feat. Leila Chicot et Sonia Dersion
- 2005 : Day-o (Alors, tu dis quoi ?) Feat. Marina Ursule et Jacob Desvarieux